# 20060 Johannforster
20060 Johannforster este un asteroid din centura principală de asteroizi.

## Descriere
20060 Johannforster este un asteroid din centura principală de asteroizi. A fost descoperit pe 15 august 1993 la Caussols de Eric Walter Elst. Asteroidul prezintă o orbită caracterizată de o semiaxă mare de 3,07 ua, o excentricitate de 0,12 și o înclinație de 9,7° în raport cu ecliptica.